# Montanhas de Akaishi

As montanhas de Akaishi (em japonês 赤石山脈 Akaishi Sanmyaku, ou Alpes meridionais (南アルプス Minami Arupusu), são uma cordilheira situada no centro de Honshu, Japão, nas províncias de Nagano, Yamanashi e Shizuoka.

## Montanhas
- Kaikomagatake (2967 m)
- Senjogatake (3033 m)
- Kitadake (3193 m)
- Ainodake (3189 m)
- Noutoridake (3051 m)
- Shiomidake (3047 m)
- Warusawadake (3141 m)
- Akashidake (3120 m)
- Hijiridake (3013 m)
- Tekaridake (2591 m)